# Camera obscura Oldenburgensis
Die Camera obscura Oldenburgensis (C.o.O.) (kurz auch: Camera obscura) wurde im Jahre 1848 von Schülern des Alten Gymnasiums zu Oldenburg gegründet. Sie ist damit nach der PV! Markomannia zu Rastatt von 1824, der SV Absolvia zu Bayreuth von 1833 und der PV! Teutonia zu Rastatt von 1842 die viertälteste noch existierende Schülerverbindung in Deutschland.

## Farben
Die Burschenfarben der C.o.O. sind schwarz-rot-gold, die Farben der Deutschen Revolution von 1848. Die Farben der Füxe sind hingegen blau-rot, die Wappenfarben des alten Großherzogtum Oldenburg und spiegeln die Verbundenheit mit der Heimat wider.

## Geschichte

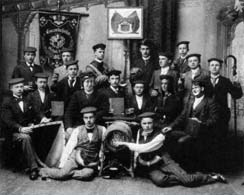
Aktivitas von 1893

### Gründungszeit
1848 ging nach den anderen europäischen Nationen auch durch den deutschsprachigen Teil des Kontinents der revolutionäre Ruck, der in der ersten gesamtdeutschen Demokratie, in der Paulskirchenversammlung mündete. Das Großherzogtum Oldenburg hatte einen besonderen Nachholbedarf, denn bis auf das winzige Fürstentum Hessisch-Homburg war es das einzige Gebiet des ehemaligen Heiligen Römischen Reichs Deutscher Nation, das noch keine Verfassung besaß. Diese war von den Monarchen nach den von ihren Völkern gewonnenen Freiheitskriegen von 1815 feierlich zugesagt worden. Als Speerspitze der vorrevolutionären Aufklärung sah sich dort die literarische Gesellschaft sowie deren Söhne, soweit sie Primen der hiesigen Lateinschulen, dem heutigen Alten Gymnasium, besuchten. Sie gründeten im Widerstand gegen fürstliche Gängelungen und Absolutheit eine Schülerverbindung als nationalen Wehr- und Sportverein. Da bereits eine obrigkeitszugehörige Schülerverbindung namens Camera clara (lat. clarus "hell, klar, deutlich") bestand, nannte sich die neue Verbindung Camera obscura (lat. obscurus "dunkel, verborgen, unklar"). Ihre Prinzipien waren und sind bis heute Freiheit und Demokratie sowie Toleranz im Gegensatz zum Absolutismus.
Die Schülerverbindung widersprach in ihrer Existenz, ihrem Verhalten und der Art des Zusammentreffens den bürgerlichen und pädagogischen Vorstellungen einer idealistisch gesinnten Zeit und war daher bis in die Weimarer Zeit ständigen Repressionen seitens der Schulbehörde ausgesetzt. Sie ist als eine an Schulen überaus ungewöhnliche Einrichtung eng mit der soziologischen Struktur und den Lebensgewohnheiten der kleinen Residenzstadt Oldenburg verknüpft: die Arbeiterklasse fehlte fast völlig, das Kleinbürgertum schickte seine Söhne in der Mehrheit auf die Real- und Oberschule. Die gehobenen Stände, die auf die gesellschaftlichen Ansprüche ausgerichtet waren, blieben nahezu unter sich.
Als 1860 der Gedanke der Camera obscura auf 16 weitere norddeutsche Städte ausgeweitet wurde ("Camera Magna"), nahmen die Auseinandersetzungen zwischen Gegnern und Befürwortern zu. Aus Sicht der Staatsregierung bestand bei der Camera obscura ein nationales, über Oldenburg hinausgehendes, Interesse einer deutschen Einheit und damit eine Abkehr von Kleinstaaterei. Selbst Zeitungen, wie die konservativ monarchistische Neue Hannoversche Zeitung, beteiligten sich an dem Streit und versuchen mittels Veröffentlichungen von Statuten und unsachlichen Darstellungen die Ausweitung der Camera Magna zu verhindern. So heißt es in der am 21. September 1863 erschienenen Ausgabe im Titel: „Eine komische Parodie auf die ernsten politischen Bewegungen der Zeit liegt uns in dem Statut einer Primanerverbindung vor, welche auf oldenburgischen und hiesigen Gymnasien ins Werk zu setzen versucht worden ist.“ (neue Hannoversche Zeitung, 21. September 1863). In Oldenburg gipfelten die Konfrontationen mehrmals in Landtagsdebatten mit dem Staatsminister und spaltenlangen Leserbriefen in der Zeitung.
Zunehmend gelangten wichtige Beamtenpositionen Oldenburgs, wie etwa Abgeordneten-, Kirchen- oder Richterposten und gar der des Staatsministers, in die Hand Alter Herren der Camera obscura. Da sich Teile der Bevölkerung nach wie vor gegen die Existenz der Camera obscura aussprachen, mussten sich diese bedeckt halten und konnten nur im Verborgenen agieren.
Im Laufe der Zeit übernahm man zunehmend Riten und Verhaltensweisen der Studentenverbindungen, wie z. B. den allgemeinen Bier-Comment. Trotzdem haben sich verschiedene eigene Bräuche erhalten, die sich deutlich von denen der Studentenverbindungen unterscheiden. Gleichzeitig hat sich frühes studentisches Brauchtum zum Teil in unverfälschter Weise erhalten (beispielsweise der Fuxenritt).

### Der Erste und Zweite Weltkrieg
Der Erste Weltkrieg beendet alle Diskussionen um das Für und Wider der Verbindungen. Die C.o.O. war suspendiert. Viele ihrer Mitglieder legten das sogenannte Notabitur ab und meldeten sich freiwillig zu den Waffen.
Mit der Weimarer Zeit legten sich die Verfolgungen. Direktor und Vertrauenslehrer des Alten Gymnasiums sind bei Verbindungsveranstaltungen zugegen, was keine uneingeschränkte Bejahung bedeutete, aber mit einer gesellschaftlichen Duldung einherging. Das Kneipwesen rückte neben literarisch und kulturellen Aspekten in den Vordergrund.
Nach der Machtübernahme durch die Nationalsozialisten wurde die Camera obscura wie alle Verbindungen verboten. Zunächst versuchte man das Verbindungswesen fortzuführen, scheiterte jedoch an massiven Verfolgungen und Verhören und letzten Endes auch Strafen durch Gestapo und Schulbehörde. Einen Fortbestand versuchte man durch die Gründung der geheim gehaltenen Camera interna sicherzustellen.

### Nachkriegszeit bis heute
Nach dem Zweiten Weltkrieg wird die Camera obscura 1948 rekonstituiert. Hauptsächliches Ziel ist neben der Bewahrung von Tradition eine echte Freundschaft ihrer Mitglieder untereinander.
Neben der C.o.O. existieren in Oldenburg die Schülerverbindungen Prima Oldenburgensis von 1891, die PV! Aranea-Chaukia Oldenburgensis von 1987 sowie die einzige Schülerinnenverbindung Deutschlands Sorores Hypatiae Oldenburgensis von 2001. (siehe auch: Liste der Studenten- und Schülerverbindungen in Oldenburg)

## Mitgliederstruktur
Traditionell rekrutieren sich die Aktiven der C.o.O. aus der Schülerschaft des humanistischen Alten Gymnasiums zu Oldenburg. Die Mitglieder kamen fast ausschließlich aus Oldenburger Beamten-, Kaufmanns- oder Offiziersfamilien, und noch heute ist der Anteil der Mitglieder aus alteingesessenen Oldenburger Familien sehr groß. Bis zur Machtübernahme durch die Nationalsozialisten waren die hohen Verwaltungsbeamten und die Richterschaft in dem Großherzogtum (bis 1918) bzw. dem Freistaat Oldenburg fast durchgängig Mitglieder der C.o.O. Bezeichnenderweise änderte dies nichts an den wiederholten Verboten durch die Schulbehörden.
Mittlerweile werden auch Schüler anderer Oldenburger Gymnasien aufgenommen. In den Statuten ist jedoch festgeschrieben, dass mindestens 2/3 der Aktiven Schüler des Alten Gymnasiums zu Oldenburg sein müssen.

## Bekannte Mitglieder
- Klaus Addicks, Anatom
- Rudolf Karl Bultmann, ev. Theologe und Philosoph
- Eugen von Finckh, Ministerpräsident, geheimer Oberregierungsrat
- Theodor Francksen, Kunstsammler
- Friedrich Hohn, Kommunalpolitiker und hauptamtlicher Landrat im Landkreis Bersenbrück
- Heinrich Krahnstöver, Bankdirektor, Ministerialrat, Bürgermeister
- Hans-Wilhelm Kufferath, Solocellist, u. a. Mitglied des Bayreuther Festspielorchesters
- Hans-Ulrich Lunscken, Botschafter der Bundesrepublik Deutschland
- Hans Plesch, SS-Offizier, Opelverkäufer, Ritterkreuzträger, Polizeipräsident in München
- Bernd Schiphorst, Medienmanager
- Karl Friedrich Johann Tappenbeck, Bürgermeister von Oldenburg
- Max Witte, ev. Theologe